# Axel Méyé
Axel Méyé Me Ndong (sinh ngày 6 tháng 6 năm 1995) là một cầu thủ bóng đá người Gabon thi đấu ở vị trí tiền đạo cho câu lạc bộ Pháp Paris FC và Đội tuyển quốc gia Gabon.
Anh từng thi đấu tại Thế vận hội Mùa hè 2012, chơi 41 phút cho đội tuyển quốc gia trong trận giao hữu trước Nam Phi.

## Sự nghiệp quốc tế

### Bàn thắng quốc tế
Tỉ số và kết quả liệt kê bàn thắng của Gabon trước.
| #  | Ngày                | Địa điểm                                 | Đối thủ     | Tỉ số | Kết quả | Giải đấu                 |
| -- | ------------------- | ---------------------------------------- | ----------- | ----- | ------- | ------------------------ |
| 1. | 5 tháng 9 năm 2017  | Sân vận động Bouaké, Bouaké, Bờ Biển Ngà | Bờ Biển Ngà | 1–0   | 2–1     | Vòng loại World Cup 2018 |
| 2. | 8 tháng 10 năm 2021 | Sân vận động 11 tháng 11, Luanda, Angola | Angola      | 1–2   | 1–3     | Vòng loại World Cup 2022 |